# 熱帶蘭灰蝶
熱帶蘭灰蝶（学名：Hypolycaena othona），又名淡褐雙尾琉璃小灰蝶;淡褐雙尾小黑蝶、淡褐雙尾瑠璃小灰蝶、淡褐雙尾小灰蝶、淡雙尾青灰蝶，为灰蝶科蘭灰蝶屬下的一个种。

## 描述
本種為中小型灰蝶，具明顯雌雄二型性。雄蝶頭頂褐色、有白毛，額白色帶褐色寬紋，複眼具白邊並被毛。觸角褐色有白環，錘部扁平。口器深褐色，下唇鬚前伸，末節細長、白色、背面帶深褐紋。胸背褐色混藍毛，腹面白色；腹部背面褐色、有白鱗，腹面白色。足白色帶深褐條紋，前足跗節癒合、末端下彎。
前翅長14-16 mm，呈三角形、外緣略突，後翅卵形，CuA1與CuA2脈末端具絲狀尾突，臀區有不發達葉狀突。翅背面底色深褐，雄蝶前翅內側與後翅大片區域有金屬藍色斑塊；雌蝶無藍斑，僅有模糊淺色紋。
翅腹面白色，前翅中央具褐色條紋，於M3室分岔，前段較寬。後翅中央帶紋斷裂為一列斑點，M1與M2室的斑點偏外側，CuA1室具橙邊黑色眼狀斑，Sc+R1室有兩黑點，亞外緣有兩條褐帶。緣毛白色混褐色。

## 分佈
分布於印度東北部、中南半島、爪哇、中國西南及臺灣，臺灣僅有少數北、中部地區的採集記錄。

## 棲地
本種在臺灣多年未有觀察記錄，可能棲息於常綠闊葉林，寄主植物為蘭科植物，但具體種類尚無紀錄。